# Palaiochori
Palaiochori este un oraș în Grecia în prefectura Halkidiki.